# Орнітоптер Бартолемея Барвінека
Орніто́птер Бартолеме́я Барві́нека — орнітоптер, створений письменником і журналістом Бартолемеєм Барвінеком (псевдонім Ян Олєксандр Лунєвський).
Основні ідеї орнітоптера та його макет викладені в роботі «Основи руху живих істот. Використання для польотів у повітрі і плавання серед водного простору».